# رودخوک‌ها
رودخوک‌ها (نام علمی: Potamochoerus) نام یک سرده از تیره گرازان است.